# Zanfina Ismaili
Zanfina Ismaili (ur. 1986 w Prisztinie) – albańska piosenkarka z Kosowa. Wykonuje muzykę pop. Jej siostrą jest piosenkarka i modelka Adelina Ismaili.

## Single
- 2000 "Ti do reklame"
- 2004 "Kokaina"
- 2004 "Nuk ka tjeter"
- 2005 "Gajdexhiou"
- 2005 "Partizani i Vogel"
- 2006 "Miremengjesi"
- 2008 "Nga 1 tek 10"
- 2009 "Do te jem e jotja"
- 2009 "Le te vdes  ne buzet e tua"